# Кирсанов, Владимир Вячеславович
Владимир Вячеславович Кирсанов (род. 1 мая 1960 года) — российский учёный, специалист в области механизации и автоматизации животноводства, член-корреспондент РАН (2022).

## Биография
Родился 1 мая 1960 года в г. Сапожок Рязанской области.
В 1982 году — окончил факультет механизации Московского института инженеров сельскохозяйственного производства.
С 1982 по 1990 годы — работал на Подольской МИС ведущим инженером по испытания машин и оборудования для животноводства, преимущественно оборудования для доения и первичной обработки молока.
С 1990 по 2000 годы — работал во ВНИИ электрификации сельского хозяйства.
В 1992 году — защитил кандидатскую, в 2001 году — докторскую диссертацию, тема: «Структурно-технологическое обоснование эффективного построения и функционирования доильного оборудования».
С 2001 по 2009 годы — заведующий кафедрой технологии и механизации животноводства Московского государственного агроинженерного университета имени В. П. Горячкина.
С 2009 по 2014 годы — учёный секретарь Отделения механизации, электрификации и автоматизации Российской академии сельскохозяйственных наук.
С 2014 по 2019 годы — заведующий лабораторией автоматизированных систем доения и первичной обработки молока, с 2019 года по н. в. — заведующий отделом механизации и автоматизации животноводства Федерального научного агроинженерного центра ВИМ.
В 2022 году — избран членом-корреспондентом РАН от Отделения сельскохозяйственных наук.

## Научная деятельность
Специалист в области механизации и автоматизации животноводства.
Область научных интересов: сложные биотехнические системы в животноводстве, интеллектуальные системы управления, разработка и создание машин и оборудования для доения и первичной обработки молока, в том числе доильные роботы и др.
Автор и соавтор 286 научных публикаций.
Под его руководством подготовлено 1 докторская и 8 кандидатских диссертаций.

## Награды
- Почётная грамота РАСХН (2010)
- 6 золотых медалей и 6 серебряных медалей — за разработки, представленные на Российской агропромышленной выставке ВДНХ «Золотая осень»